# Битка код Ваџ Руда
Битка код Ваџ Руда  вођена је 642/643. године између Рашидунског калифата под Нуманом, и Сасанидског царства чије су снаге биле састављене од,  Дајламита које је предводио њихов владар Мута, Партима Фархзада и Исфандјада и Јерменима које је предодио Варазтиротс. Битка се водила у Ваџ Руду, селу у Хамадану. Сасаниди су поражени уз велике жртве, које су укључивале смрт Муте и Варазтирота.